# The Guard Post
The Guard Post (G.P. 506) est un film sud-coréen d'épouvante réalisé par Kong Su-chang en 2008.

## Synopsis
Le poste de garde 506 situé sur la Zone coréenne démilitarisée a été le théâtre d'un carnage : dix-neuf soldats de l'armée sud-coréenne y ont été massacrés tandis que sur les deux survivants un est dans un état second et le second ne pense qu'à une chose : fuir le bunker le plus vite possible. Le sergent-major Noh est envoyé à la tête d'une équipe de la police militaire pour découvrir ce qui s'est passé dans cet avant-poste isolé. 
Progressivement, Noh et son équipe vont reconstituer les terribles évènements des heures précédentes, mais également découvrir un virus étrange qui transforme les soldats en morts-vivants…

## Fiche technique
- Titre international : The Guard Post
- Titre original : G.P. 506
- Réalisation : Kong Su-chang
- Scénario : Kong Su-chang
- Production :  Motis Productions
- Société de distribution : Lotte Entertainment
- Pays de production : Corée du Sud
- Format : couleurs
- Genre : horreur, suspense
- Durée : 121 minutes
- Budget : 1 000 000 de dollars américains (estimation)
- Lieu de tournage : Séoul (Corée du Sud)
- Date de sortie : 3 avril 2008 (Corée du Sud)

## Distribution
- Chun Ho-jin (VF : Francis Benoît) : le sergent-major Noh Seung-gyu
- Lee Yeong-hoon (VF : Sam Sahl) : le corporal Kang Jin-won
- Lee Jeong-heon (VF : Jérôme Frossard) : Doc, le médecin
- Jo Hyun-jae (VF : Yann Pichon) : le 1er lieutenant Yoo Jeong-wu / le caporal Kwon Jeong-min
- Kim Byeong-cheol (VF : Jean-Marco Montalto) : le sergent Yun
- Park Joon-Hyuk : (VF : Frédéric Popovic) : le 1er lieutenant capitain Yoo Jeong
- Choi Kyu-Hwan (VF : Renaud Heine) : le lieutenant Bang
- Moon Young Dong (VF : Fabrice Leylon) : l'Instructeur
- Moon Jae-won (VF : Rémi Caillebot) : Kim
- Son Byung-Ho (VF : Jacques Albaret) : le colonel Park
- Do Byeong-Cheol
- Jo Jin-woong
- Kim Sung-bum
- Koo Seong-Hwan
- Lee Cheol-hee
- Frédéric Popovic, Yann Pichon, Vincent de Boüard et Marc-Antoine Frédéric : voix additionnelles

- Version française :
  - Société de doublage : MJM Post Production
  - Direction artistique : Jacques Albaret
  - Adaptation des dialogues : ?

## Réception
The Guard Post recevra un accueil globalement positif à sa sortie. Le film rapportera un peu plus de 6 millions de dollars américains au box-office (en ayant coûté environ 1 million) pour 945.000 entrées et aura été projeté dans 355 cinémas.
La plupart des critiques auront noté que The Guard Post s'inscrit dans le continuité de R-Point qui était du même réalisateur. On est donc en présence d'un film d'horreur en milieu militaire qui se démarque quelque peu des productions horrifiques sud-coréennes. Le site Twitch note que le film propose un univers et un fond très intéressants mais souffre d'une certaine longueur et que l'alternance des flash-back avec des retours dans le temps présent nuit à la compréhension de l'histoire. Ce manque de clarté dans la narration est une critique récurrente du film, reprise entre-autres par le site HK Mania.
Toutefois les critiques sont unanimes pour reconnaître à The Guard Post une excellente réalisation. Les décors participent pour beaucoup à l'ambiance glauque et malsaine tandis que les effets spéciaux et maquillages sont également parfaitement maîtrisés.